# Вернер (лунный кратер)
Кратер Вернер (лат. Werner) — сравнительно молодой крупный ударный кратер в южной материковой области видимой стороны Луны. Название присвоено в честь немецкого математика, географа и астронома Иоганна Вернера (1468–1522) и утверждено Международным астрономическим союзом в 1935 г. Образование кратера относится к эратосфенскому периоду.

## Описание кратера

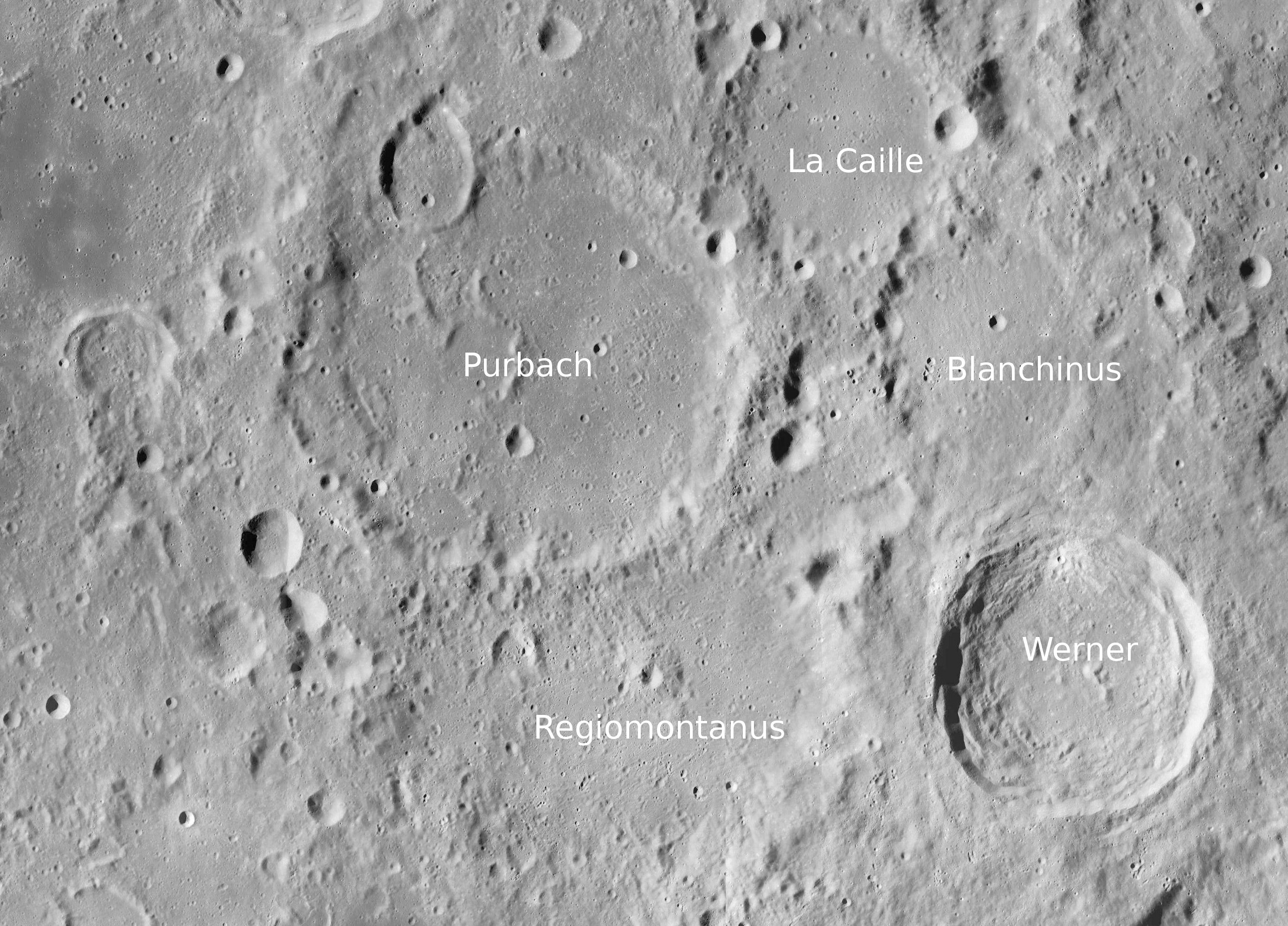
Окрестности кратера Вернер. Снимок зонда Lunar Reconnaissance Orbiter.

Ближайшими соседями кратера являются большой кратер Региомонтан на западе; большой кратер Пурбах на северо-западе; крупный кратер Бланкин, примыкающий к кратеру Вернер на севере; крупный кратер Крузенштерн на северо-востоке; крупный кратер Апиан на востоке-северо-востоке; крупный кратер Алиацензий на юго-востоке и большой кратер Вальтер на юго-западе. Селенографические координаты центра кратера 28°02′ ю. ш. 3°17′ в. д. / 28,03° ю. ш. 3,29° в. д., диаметр 70,6 км, глубина 4,2 км.
Вследствие сравнительно молодого возраста кратер незначительно разрушен и сохранился значительно лучше чем другие кратеры в его окружении. Вал кратера имеет массивный внешний откос и террасовидную структуру внутреннего склона. Высота вала кратера над окружающей местностью 1290 м, объем кратера составляет приблизительно 4400 км³. Дно чаши кратера сравнительно ровное, имеет несколько невысоких хребтов и заметный центральный пик диаметром 15,56 км и возвышением около 1500 м. У подножия северо-западного откоса кратера имеется небольшой участок с высоким альбедо и, по некоторым наблюдениям, жерло вулканического кратера. Еще одна область с высоким альбедо находится у подножия северной части внутреннего склона., в районе сателлитного кратера Вернер D (см. ниже). По морфологическим признакам кратер относится к типу TYC (по названию типичного представителя этого типа – кратера Тихо).

## Сателлитные кратеры

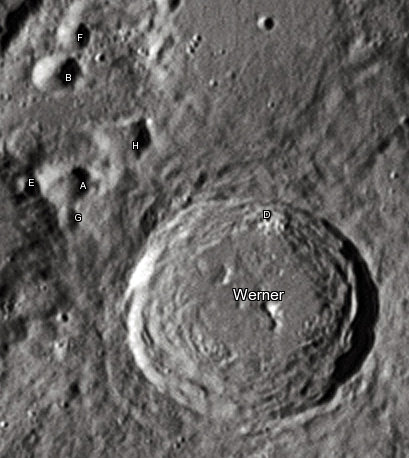
Снимок Девида Кемпбелла.

| Вернер | Координаты                                          | Диаметр, км |
| ------ | --------------------------------------------------- | ----------- |
| А      | 27°14′ ю. ш. 1°03′ в. д. / 27,24° ю. ш. 1,05° в. д. | 14,4        |
| B      | 26°13′ ю. ш. 0°41′ в. д. / 26,21° ю. ш. 0,68° в. д. | 13,3        |
| D      | 27°07′ ю. ш. 3°10′ в. д. / 27,12° ю. ш. 3,17° в. д. | 1,9         |
| E      | 27°23′ ю. ш. 0°43′ в. д. / 27,39° ю. ш. 0,72° в. д. | 6,7         |
| F      | 25°47′ ю. ш. 0°44′ в. д. / 25,79° ю. ш. 0,73° в. д. | 9,5         |
| G      | 27°35′ ю. ш. 1°12′ в. д. / 27,59° ю. ш. 1,2° в. д.  | 8,4         |
| H      | 26°41′ ю. ш. 1°30′ в. д. / 26,68° ю. ш. 1,5° в. д.  | 16,0        |